# Taleni Seu

a Compétitions nationales et continentales officielles uniquement.

b Matchs officiels uniquement.
Dernière mise à jour le 6 août 2025.
Taleni Seu, né le 26 décembre 1993 à Auckland (Nouvelle-Zélande), est un joueur international samoan d'origine néo-zélandaise de rugby à XV, évoluant aux postes de troisième ligne aile, troisième ligne centre et deuxième ligne au sein du Toyota Industries Shuttles en League One.

## Biographie

### Jeunesse et formation
Taleni Seu naît et grandit à Auckland dans la banlieue de Māngere,. Sa mère est originaire de Niue et des Tonga, tandis que son père est d'origine samoane, Taleni a sept frères et quatre sœurs.
Il est scolarisé au sein de la Onehunga High School. Dans cet établissement, il pratique le rugby à XV ainsi que le basket-ball,.
Il intègre ensuite l'Academy (centre de formation) d'Auckland. En parallèle, il continue le basket et remporte le championnat national avec l'équipe des moins de 23 ans des Counties Manukau en 2014.
Il évolue également en senior avec le Grammar TEC Rugby Club (en) avec qui il remporte le Gallaher Shield (en) en 2015,.

### Début de carrière professionnelle en Nouvelle-Zélande et au Japon (2015-2022)
En 2015, alors qu'il n'est initialement pas retenu dans l'effectif d'Auckland, Taleni Seu est finalement appelé pour remplacer un joueur blessé. Il fait alors ses débuts en National Provincial Championship (NPC) durant la saison (en). Lors de cette dernière, il dispute huit rencontres et arrive en finale de la compétition avec son équipe mais ils sont défaits par Canterbury,.
Pour la saison 2016 de Super Rugby, il est recruté par les Chiefs. Pour sa première saison de Super Rugby, il dispute un total de dix-sept rencontres, dont douze titularisations principalement en troisième ligne aile et quelquefois en deuxième ligne. Plus tard en 2016, il est inclus dans l'effectif d'Auckland pour la saison 2016 (en) de NPC, cette fois-ci en tant que membre à part entière.
En 2017, il fait encore partie de l'effectif des Chiefs pour la saison de Super Rugby. En fin de saison, il est annoncé qu'il est prolongé pour les deux prochaines saisons avec ces derniers,.
Durant la saison 2018 (en) de NPC, il ne dispute que deux rencontres en tant que remplaçant, mais il remporte la compétition en disputant la finale contre Canterbury (40-33).
Au mois d'avril 2019, il est annoncé qu'il change de province pour rejoindre Waikato à partir de la saison 2019 de NPC. Quatre mois plus tard, après deux nouvelles saisons avec les Chiefs, où il a principalement évolué en troisième ligne centre et subit de nombreuses blessures, il est annoncé qu'il quitte la Nouvelle-Zélande pour rejoindre le Japon et l'équipe des Toyota Industries Shuttles pour une durée de deux ans à partir de la saison 2019-2020 de Top Challenge League. Il ne prend pas part à la saison 2019 de NPC en raison d'une blessure et ne fait donc pas ses débuts avec Waikato.
Il dispute un total de trois saisons au Japon pour quinze matchs joués et sept essais inscrits.

### Débuts internationaux avec les Samoa (depuis 2022)
Pendant l'automne 2022, Taleni Seu est convoqué avec l'équipe des Samoa pour la première fois. Il dispute son premier match international en novembre face à l'Italie en tant que remplaçant. Il est titularisé pour les deux rencontres suivantes et il inscrit son premier essai international contre la Roumanie. 
En 2023, il rejoint la franchise australienne des Waratahs disputant le Super Rugby. Il joue son premier match le 24 février 2023 contre les Brumbies. Il joue un total de treize matchs, dont neuf en tant que titulaire, lors de la saison et inscrit deux essais. Cependant, il est annoncé qu'il retourne dans son ancienne équipe japonaise après cette saison en Australie,.
En juin 2023, il est convoqué par les Samoa pour disputer les test matchs de préparation à la Coupe du monde 2023. En août suivant, il fait partie du groupe final de 33 joueurs sélectionnés pour la compétition. Durant la compétition, il prend part à trois des quatre journées en étant titularisé à deux reprises. Cependant, son équipe est éliminée dès la phase de poules.
Dès la fin d'année 2023, il fait son retour chez les Toyota Industries Shuttles. Durant la saison, il dispute treize matchs, neuf comme titulaire, et inscrit six essais. Mi-août, il est sélectionné pour la Coupe des nations du Pacifique 2024 avec les Samoa. Il ne dispute aucun match durant la compétition.
La saison suivante, il joue en tant que titulaire les quinze matchs qu'il dispute avec les Shuttles pour cinq essais inscrits. Durant l'été 2025, il est sélectionné pour les test matchs estivaux ainsi que pour la Pacific Nations Cup avec les Samoa. Il dispute sa première rencontre internationale depuis la Coupe du monde 2023, contre l'Écosse.

## Statistiques en équipe nationale
Taleni Seu compte 10 capes en équipe des Samoa, dont 8 en tant que titulaire, depuis sa première sélection le 5 novembre 2022 face à l'équipe d'Italie. Il inscrit un essai, cinq points.
Il participe à une édition de la Coupe du monde en 2023. Il dispute trois rencontres, dont deux en tant que titulaire.
| Numéro | Date             | Lieu                            | Adversaire | Compétition | Résultat | Score |
| ------ | ---------------- | ------------------------------- | ---------- | ----------- | -------- | ----- |
| 1      | 19 novembre 2022 | Stade Arcul de Triumf, Bucarest | Roumanie   | Test match  | Victoire | 0-22  |

## Palmarès
- Vainqueur du Gallaher Shield (en) en 2015 avec le Grammar TEC Rugby Club (en).
- Finaliste du National Provincial Championship en 2015 (en) avec Auckland.
- Vainqueur du National Provincial Championship en 2018 (en) avec Auckland.